# Paratydaeolus lukoschusi
Paratydaeolus lukoschusi är en spindeldjursart som beskrevs av André 1980. Paratydaeolus lukoschusi ingår i släktet Paratydaeolus, och familjen Iolinidae. Arten är reproducerande i Sverige.